# La Planée
La Planée är en kommun i departementet Doubs i regionen Bourgogne-Franche-Comté i östra Frankrike. Kommunen ligger i kantonen Pontarlier som tillhör arrondissementet Pontarlier. År 2022 hade La Planée 325 invånare.

## Befolkningsutveckling
Antalet invånare i kommunen La Planée
Referens:INSEE